# Mizumaki
Mizumaki (japanska: 水巻町?, Mizumaki-machi) är en landskommun (köping) i Fukuoka prefektur i Japan. 